# Новопетровка (Николаевский район)
Новопетровка (укр. Новопетрівка) — село, относится к Николаевскому району Одесской области Украины. Расположено в балке Слепуха.
Население по переписи 2001 года составляло 701 человек. Почтовый индекс — 67030. Телефонный код — 8-04857. Занимает площадь 2,1 км². Код КОАТУУ — 5123583001.

## Местный совет
67030, Одесская обл., Николаевский р-н, с. Новопетровка, ул. Школьная